# 蝗群
群居型蝗虫（英語：locust，源自拉丁语 locusta ，意为蚱蜢）是剑角蝗科中具有聚集阶段的各种短角蝗虫。这些昆虫通常本身是散居的，但在某些情况下它们会变得具有群居性并改变它们的行为和习惯，形成蝗群。群居型蝗虫和普通蚱蜢物种之间没有分类学上的区别；两者定义上的差别取决于一个物种是否会在间歇性适宜的条件下形成群体；这种行为在多个蝗虫谱系中各自独立演化产生，包括了5个不同的蝗虫亚科中的至少18个属。
通常这些蝗虫是无害的，它们的数量很少，并不对农业造成重大的经济威胁。然而，在干旱和植被快速生长的适宜条件下，它们大脑中的血清素会引发巨大的变化：它们开始大量繁殖，当种群变得足够密集时，就会变成群居并四处游荡（大致等同于迁徙）。它们会形成一群无翅的若虫，然后变成成群的有翅膀的成虫。蝗虫带和蝗虫群会四处移动，迅速掠夺田地，破坏庄稼。成年蝗虫是强大的飞虫；它们可以长途跋涉，在蝗群定居的地方消耗掉大部分绿色植被。
自史前时代以来，就有蝗虫造成过蝗灾。古埃及人曾将它们刻在坟墓上，《伊利亚特》《摩诃婆罗多》和《聖經》中都曾提到过这些昆虫。蝗群毁坏了农作物，并造成了饥荒和人类迁徙。近代以来，农业实践的改变以及对蝗虫繁殖地更好的监控使得在虫害早期阶段采取控制措施成为可能。传统的蝗虫防治使用地面或空气中的杀虫剂，但实践表明更新的生物防治方法更为有效。
蝗灾现象在20世纪有所减少，但尽管有现代的监控和控制方法，蝗群仍然可以形成；当合适的天气条件出现而防控警惕性下降时，蝗灾仍会发生。